# Rezerwat przyrody Jegiel
Rezerwat przyrody Jegiel – leśny rezerwat przyrody położony na terenie gminy Łochów, leśnictwa Szumin, nadleśnictwa Łochów, na południe od miejscowości Szumin. Rezerwat znajduje się w granicach Nadbużańskiego Parku Krajobrazowego. Został utworzony w 1981 roku i zajmuje powierzchnię 18,54 ha.
Celem ochrony jest zachowanie rzadko spotykanego zbiorowiska leśnego – świerczyny na torfie. Oprócz świerczyny występuje tu ols porzeczkowy i torfowcowy oraz niewielkie płaty kontynentalnego boru bagiennego i łęgu jesionowo-olszowego.
Na terenie rezerwatu występuje wiele gatunków roślin chronionych, w tym m.in. widłak torfowy, goździsty i jałowcowaty, rosiczka okrągłolistna, listera jajowata i bagno zwyczajne. Odnotowano tu także ponad 200 gatunków grzybów.
Wraz z okolicznymi lasami rezerwat stanowi ostoję dzików i łosi.